# Håkan Isacson
Håkan Elis Isacson, född 10 november 1943 i Nässjö, död 23 april 2002 i Hägersten, Stockholm, var anställd vid den hemliga svenska underrättelsetjänsten IB, som bland annat bedrev underrättelsetjänst mot svenska medborgare. Isacson var källan som avslöjade IB-affären för Peter Bratt. Isacson dömdes av Stockholms tingsrätt den 4 januari 1974 till 12 månaders fängelse för spioneri, tillsammans med Bratt och Jan Guillou.
Isacson hade tidigare blivit avskedad från IB. Håkan Isacson är gravsatt i minneslunden på Skogskyrkogården i Stockholm.